# Landgemeinde Rovaniemi

Wappen der ehemaligen Landgemeinde Rovaniemi (heute Wappen der Stadt Rovaniemi)

Die Landgemeinde Rovaniemi (finn. Rovaniemen maalaiskunta) ist eine ehemalige Gemeinde in Finnisch-Lappland. Sie umfasste das Gebiet rund um die Stadt Rovaniemi. Nach einem Beschluss aus dem Jahr 2004 wurden am 1. Januar 2006 Landgemeinde und Stadt Rovaniemi zusammengelegt. 
Die Landgemeinde Rovaniemi umfasste eine Fläche von 7.915,51 km² (davon 409,06 km² Binnengewässer) und hatte zuletzt rund 22.000 Einwohner. Zu ihr gehörten die Dörfer Hirvas, Jaatila, Kemihaara, Korkalo, Marrasjärvi, Misi, Meltausjärvi, Muurola, Nampa, Nivankylä, Rautiosaari, Saarenkylä, Sinettä, Sonka, Tapionkylä und Ylikylä.